# 村田基 (作家)
村田 基 (むらた もとい、男性、1950年 - ）は京都市出身の小説家、フリーライター。日本SF作家クラブ会員。

## 人物・来歴
名古屋大学中退。広告代理店を受けて落ち、次に小さな出版社に入社、9年間勤務する。
「SFマガジン」の新人コンテストで小説家としてデビュー。処女作は同誌1986年5月号掲載の「山の家」だった。『愛の衝撃』の表題作は『世にも奇妙な物語 真夏の特別編』（1993年）にて「いじめられる女」として映像化された。
小説を書かなくなった後はライターとして活動する。40歳を過ぎて結婚。

## 著書
- 『フェミニズムの帝国』早川書房、1988　 ハヤカワ文庫 1991.12
- 『恐怖の日常』ハヤカワ文庫 1989.2
- 『不潔革命』シンコー・ミュージック 1990.12
- 『愛の衝撃』ハヤカワ文庫. 1992.2
- 『夢魔の通り道』角川ホラー文庫 1997.8